# 42e régiment de marche
Pour les articles homonymes, voir 42e régiment.
Le 42e régiment d'infanterie de marche (ou 42e régiment de marche) est un régiment d'infanterie français, qui a participé à la guerre franco-allemande de 1870.

## Création et différentes dénominations
- 1er novembre 1870 : formation du 42e régiment d'infanterie de marche
- 1er août 1871 : fusion dans le 42e régiment d'infanterie de ligne

## Chef de corps
- 18 octobre 1870 : lieutenant-colonel Leclaire[1],[2]

- 2 janvier 1871 : lieutenant-colonel  Le Moing[3]

## Historique
Le 42e régiment de marche est formé au camp de Salbris le 1er novembre 1870, à trois bataillons de six compagnies.
Il est affecté à la 1re brigade de la 1re division du 17e corps d'armée, (armée de la Loire puis armée de l'Est).
Il est interné en Suisse le 1er février 1871.
Il fusionne le 1er août 1871 dans le 42e régiment d'infanterie de ligne.